# Raorchestes jayarami
Espèce
Synonymes
- Philautus jayarami Biju & Bossuyt, 2009
- Pseudophilautus jayarami (Biju & Bossuyt, 2009)

Raorchestes jayarami est une espèce d'amphibiens de la famille des Rhacophoridae.

## Répartition
Cette espèce est endémique des Ghâts occidentaux en Inde. Elle se rencontre :
- dans le district de Coimbatore dans le Tamil Nadu ;
- dans le district de Palakkad dans le Kerala.

## Étymologie
Cette espèce est nommée en l'honneur de K. Jayaram.

## Publication originale
- Biju & Bossuyt, 2009 : Systematics and phylogeny of Philautus Gistel, 1848 (Anura, Rhacophoridae) in the Western Ghats of India, with descriptions of 12 new species. Zoological Journal of the Linnean Society, vol. 155, p. 374-444.